# Fernando Butazzoni
Fernando Butazzoni (Montevideo, 20 de marzo de 1953) es un escritor, guionista y periodista uruguayo. Traducido a una decena de idiomas, es ganador de varios premios internacionales de literatura y cine.

## Biografía
Nacido en el seno de una familia humilde, vivió desde muy pequeño en la ciudad de Las Piedras, donde realizó sus estudios en las escuelas Artigas y San Isidro, de los padres salesianos. Durante sus primeros años en la secundaria, comenzó a vincularse al movimiento teatral, actuó y escribió pequeñas obras de teatro y recreó en la escena la muerte de García Lorca. De esos años provienen sus primeras experiencias literarias. En 1968, al calor de las revueltas estudiantiles, se integró al incipiente movimiento estudiantil de resistencia al gobierno de Jorge Pacheco Areco.

### Exilio
Participó en las movilizaciones estudiantiles de la época y en 1971 se integró a la lucha política. Tras ser arrestado en varias ocasiones, debió exiliarse en 1972. Luego de vivir la experiencia del gobierno socialista de Salvador Allende en Chile, el golpe militar de 1973 le obligó a abandonar ese país y se radicó en Cuba. Allí realizó trabajos comunitarios, estudió Veterinaria en la Universidad de Oriente, fue profesor de Enseñanza Secundaria y escritor de programas de radio en la ciudad de Holguín. En 1979, a la edad de 25 años, obtuvo con su primer libro (Los días de nuestra sangre) el Premio Casa de las Américas de cuentos. A fines de 1978 se enroló en las filas de la resistencia nicaragüense contra la dictadura de Anastasio Somoza Debayle y a comienzos de 1979 fue enviado al frente de batalla como oficial de artillería en una unidad de combate del Frente Sandinista de Liberación Nacional (FSLN). Participó en varias batallas y en la campaña del Frente Sur, en las selvas de La Zopilotera y en la toma de ciudades y pueblos. El 19 de julio de 1979 intervino en la toma de Managua, la capital del país. Tras la revolución, permaneció en Nicaragua hasta 1980, donde escribió su libro de poemas De la noche y la fiesta, que obtuviera una mención en el Premio Internacional de Poesía Rubén Darío. Ese mismo año regresó a La Habana.
Al año siguiente comenzó a trabajar como periodista para diversas publicaciones latinoamericanas y europeas, y escribió su primera novela (La noche abierta) la cual fue galardonada por la Confederación de Universidades de Centroamérica con el premio EDUCA de Narrativa latinoamericana de 1981.
En 1982 fue jurado del Premio Casa de las Américas, en La Habana, y del Premio EDUCA, en San José de Costa Rica. Viajó también a Europa, y en Suecia colaboró en la fundación de la publicación cultural La Revista del Sur. En 1983 se radicó en Suecia con su familia. Vivió una temporada en Italia, de donde es oriunda su familia San Daniele, Friul) y trabajó como corresponsal de guerra en América Central.
Obras suyas han sido traducidas al inglés, francés, portugués, sueco, italiano, rumano, ruso, búlgaro.

### Después del exilio
Butazzoni regresó al Uruguay en 1985, una vez reinstalado el gobierno democrático. Ese mismo año se integró al grupo fundacional del semanario Brecha, donde colaboró con sus páginas literarias.
Por concurso, en 1986 fue designado director de la revista Gaceta Universitaria, órgano de la Universidad de la República que había sido censurado y clausurado durante la dictadura militar. En ese año se publicó en Montevideo su segunda novela El tigre y la nieve, que obtuvo un importante éxito editorial y fue traducida a varios idiomas. También se vendieron sus derechos cinematográficos a una productora independiente de EE. UU. y participó en la elaboración del guion para la película, pero el proyecto no llegó a realizarse.
En 1988 se integró al equipo del diario La República, donde llegó a ocupar el cargo de Secretario de Redacción. También trabajó en radio, y colaboró con proyectos internacionales de la Unesco en el área de las comunicaciones y la cultura.
En 1990 fue invitado a pronunciar el discurso inaugural del Premio Casa de las Américas, en La Habana, y a integrar el jurado de dicho concurso.
En la década de 1990 continuó escribiendo y publicando (Príncipe de la muerte, La noche en que Gardel lloró en mi alcoba, Ensayos del Orobon, Mendoza miente), al tiempo que participó en charlas, conferencias y encuentros internacionales de escritores en EE. UU., Europa y América Latina.
En 1994 fundó y dirigió la revista Índice Universitario, dedicada al análisis de la educación superior y a la información científica y humanística. El proyecto fue un rotundo fracaso empresarial, pero recibió elogios desde ámbitos académicos y periodísticos.
Entre 1995 y 2000 llevó adelante distintos proyectos periodísticos en radio, entre ellos la dirección, junto con el periodista Alfonso Lessa, del programa “En vivo y en directo”, de radio Sarandí. Esta experiencia, en la que se efectuaron entrevistas y mesas redondas de gran importancia con intelectuales y pensadores de diversas partes del mundo (José Saramago, Leopoldo Zea, Arturo Pérez-Reverte, entre otros) duró apenas 10 meses, pues la empresa propietaria de la emisora canceló su contrato y lo sacó del aire.
En el año 2002 comenzó a desarrollar, junto al escritor argentino Mempo Giardinelli, distintas tareas de resistencia a la política guerrerista de EE. UU. En 2003 crearon un Comité Internacional de Intelectuales Contra la Guerra, en el que participaban, entre otros, Juan Gelman, Mario Benedetti, Eduardo Galeano, Luis Sepúlveda, Antonio Cisneros y Angélica Gorodischer.
En abril de 2003 publicó su “Carta de un viejo disidente” en la que manifiesta su solidaridad con Cuba a la vez que reafirma sus profundas discrepancias con el rumbo de la revolución. Así como sus opiniones críticas le habían valido en 1990 el distanciamiento de muchos intelectuales de izquierda, esta pieza periodística, reproducida en diarios y revista latinoamericanos, estadounidenses, franceses, italianos y españoles, le generó el encono de círculos vinculados a la derecha más conservadora.
Entre 1993 y 2001 fue corresponsal en Uruguay del diario Clarín de Buenos Aires, por ese entonces el de mayor circulación en el mundo hispanohablante. Actualmente colabora con revistas culturales y otras publicaciones de América Latina y Europa. Entre otras: Le Monde Diplomatique, la diaria, La Mirada Semanal, Hispamérica,
Entre noviembre de 2003 y mayo de 2005 dirigió y condujo el programa radial “Aquí & Ahora”, a través de M24 (97.9 FM de Montevideo y repetidoras en Maldonado, Florida y Colonia). El ciclo, pensado como forma de agitación y reflexión popular, tuvo un enorme éxito, que lo colocaron entre los programas de mayor audiencia en la radio uruguaya.
En julio de 2005 fue designado Director de Promoción Cultural del Gobierno de su ciudad natal, cargo que ocupó hasta el año 2008, cuando fue designado director general de Comunicaciones de la Alcaldía de Montevideo. Además, sus trabajos periodísticos son publicados semanalmente por medios de prensa de Montevideo, del interior del país y de otros países.
En 2009 se edita su novela Un lugar lejano, que fue llevada al cine por el director José Ramón Novoa. La película del mismo título fue protagonizada por Erich Wildpredt y Marcela Kloosterboer.
En marzo de 2010 es designado Presidente del Consejo Directivo del SODRE, instituto público que se dedica a la promoción de la música sinfónica, el ballet y las artes escénicas en el país, hasta mayo de 2013, donde renuncia al cargo por motivos personales.
En 2013 se estrenó la película Esclavo de Dios, con guion de Fernando Butazzoni, dirigida por Joel Novoa, que generó una áspera polémica internacional a raíz del cuestionamiento que en ella se hace del enfrentamiento entre israelíes y palestinos. Esclavo de Dios, su director y su guionista, han obtenido varios premios internacionales de cine (Huelva, Santa Bárbara, Mérida, entre otros).
En ese mismo año, un grupo de científicos, legisladores y personalidades de distintos ámbitos, entre quienes se encontraba Butazzoni, sufrieron una severa reprimenda de la Iglesia Católica por sus actitudes en favor de la despenalización del aborto. Muchos se consideraron excomulgados a raíz de un comunicado de la Conferencia Episcopal Uruguaya: «Quien procura el aborto, si éste se produce, incurre en excomunión latae sententiae». A Butazzoni en particular la excomunión lo había alcanzado por haber sido  el editor del libro "Iniciativas sanitarias contra el aborto provocado en condiciones de riesgo", que fue entendido como un documentado estudio en favor de la despenalización del aborto. Varios años después la propia Conferencia Episcopal Uruguaya dio un giro a sus sentencias al afirmar que "hubo una inferencia errónea" de los dichos del propio presidente de la Conferencia Episcopal, el obispo Heriberto Bodeant.Pese a ello, nunca se aclaró del todo si las excomuniones quedaban sin efecto, aunque el derecho canónico prevé la extinción del "delito" a los cinco años de cometido.
En 2014 se publicó Las cenizas del Cóndor, una extensa novela reportaje sobre los episodios vinculados al terrorismo de Estado en Latinoamérica. La novela ha tenido una fuerte repercusión nacional e internacional. La Cámara Uruguaya del Libro le concedió el premio "Bartolomé Hidalgo" 2014, en el transcurso de la Feria Internacional del Libro de Montevideo. El jurado de dicha distinción estuvo integrado por Wilfredo Penco, Alicia Torres y Gabriel Lagos. En 2016 dicha novela fue galardonada con el Premio de Narrativa José María Arguedas. y fue seleccionada para participar en la Bienal de Novela Vargas Llosa. 
En 2016 Seix Barral editó su libro de crónicas La vida y los papeles, en el que relata algunas aventuras corridas en años de su juventud en América Central, Europa y el Río de la Plata, así como sus impresiones sobre la Antártida.
En 2017 el Grupo Penguin Random House lo fichó para su sello Alfaguara, y publicó la novela Una historia americana, que fue definida como "una milimétrica reconstrucción" del secuestro y asesinato del agente norteamericano Dan Mitrione, ocurrido en Uruguay en 1970. Ese volumen fue el más vendido del año en su país, lo que le valió el reconocimiento de los libreros uruguayos. También a fines de ese año fue distinguido por la Asociación de Críticos Teatrales del Uruguay con un Premio Florencio, como mejor autor nacional.
Su libro Las cenizas del cóndor fue comprado por un pool de productoras cinematográficas españolas y argentinas en 2015 para su adaptación al cine. Sin embargo, tras una larga negociación, finalmente la empresa HBO se quedó con los derechos, y anunció que adaptará el libro a una serie de televisión. Penguin Random House anunció en julio de 2021 que había adquirido los derechos mundiales de la novela.
En abril de 2021 su novela Los que nunca olvidarán sobre el asesinato de Herberts Cukurs fue seleccionada para participar en la Bienal de Novela Vargas Llosa, en Guadalajara, y consolidó al escritor como una de las voces más respetadas del panorama literario latinoamericano. Su obra, que forja una narrativa de combinaciones casi infinitas entre la novela, el periodismo, el testimonio y el ensayo, se ha estudiado en diversas universidades, en Uruguay (Facultad de Ciencias Sociales, Facultad de Humanidades, Instituto de Profesores Artigas, IPA), Universidad del Trabajo) y en universidades del exterior: British Columbia, Bordeaux, Rennes, Poitiers, Maryland, Nueva York, Pittsburg, Milán, Gotemburgo, Universidad de Umeå, Universidad de Alicante, Universidad Nacional de La Plata, entre otras.
También en abril de 2021, la compañía estadounidense Diversion Podcasts lanzó la serie Good Assassins: Hunting the Butcher, sobre el operativo para ejecutar a Cukurs, con la participación del escritor.
En los últimos veinte años ha dedicado su trabajo a recuperar episodios de la Historia Reciente de Uruguay y otros países del Cono Sur, y a la divulgación de documentos judiciales sobre el Plan Cóndor.

### Sobre su obra
Apenas publicado su primer libro, el traductor, editor y ensayista puertorriqueño Ángel Flores publicó en su Antología de la Narrativa Hispanoamericana un cuento de Butazzoni con el siguiente apunte crítico: "Traduce sus experiencias vívida y conmovedoramente, sin imponer sobre ellas teorías políticas o propaganda".
Su obra es difícil de encasillar dentro de un género específico, y ha generado disputas y polémicas al respecto, con observaciones sobre su "enorme ego" y un divismo "poco creíble". 

La hispanista sueca Elena Lindholm, docente en la Universidad de Umeå fue quizá la primera en formular el carácter anfibio de la literatura de Butazzoni, sus aproximaciones a la ficción desde el periodismo y el vínculo entre la novela y el testimonio. A propósito de El tigre y la nieve: 
“Es una especie de híbrido entre novela y documento histórico, y la mirada periodística del autor se hace manifiesta en la cualidad documental del texto”.
También la ensayista Gabriela Sosa San Martín, en un estudio publicado en la revista Amerika apunta que:
«En Butazzoni la ficcionalidad permite integrar estos conceptos a una nueva lógica en la que los recursos de la imaginación brinden estrategias propias de abordaje de la verdad».
La tesis ha sido retomada recientemente por el profesor y traductor estadounidense Joel Streicker (Universidad de San Francisco, California):
“Los novelistas siempre se han nutrido de su propia experiencia para crear sus mundos literarios, y muchos han usado en sus obras detalles de su vida personal […]. Pero aparecer con nombre propio como personaje no deja de ser insólito, y el fenómeno propició críticas e incluso acusaciones de narcisismo y de la desaparición indebida de la línea entre ficción y no ficción. En Las cenizas del Cóndor, Butazzoni juega un papel principal como personaje. No se trata de un acto de narcisismo literario”.
Con motivo del cumpleaños número 70 del escritor, el poeta Roberto López Belloso apuntaba en un ensayo publicado en el diario La Diaria que "Alguna vez Butazzoni se definió a sí mismo como un electrón. Esto le permite estar en más de un sitio al mismo tiempo. En la ficción y en el periodismo". Y reflexionaba:
“Se puede hacer periodismo en prensa, en medios audiovisuales o en instalaciones de arte conceptual. Fernando Butazzoni hace periodismo escribiendo novelas”.

### Las cartas
A lo largo de su carrera como escritor, Butazzoni ha publicado algunos textos bajo la forma de cartas o epístolas, las que en casi todos los casos provocaron airadas reacciones y fuertes polémicas internacionales, tanto en las izquierdas del espectro ideológico como en las derechas más conservadoras.
En una de ellas, fechada en el año 2003 y titulada “Carta de un viejo disidente” el autor fijaba su posición política respecto a la revolución cubana: “Quien esto escribe es un viejo disidente de la revolución cubana. Ahora, a la vuelta de los años, Cuba vuelve a ocupar mi vigilia. No desde la inocencia juvenil de banderas y consignas, sino desde la agobiada reflexión de alguien que se considera capaz, como el que más, de reconocer el signo de los tiempos y actuar en consecuencia”.
Tras manifestar su apoyo al pueblo de aquel país en su enfrentamiento con Estados Unidos, planteaba: “Durante muchos años discrepé con lo que hacían los cubanos en el ámbito político, con sus tropezones internacionales, con sus débiles impulsos democratizadores, con la sinrazón burocrática de su economía temblequeante. Discrepé con lo que hacían y con lo que dejaban de hacer. Me sentía autorizado a ello, aunque muchos me lo reprocharan. Me sentía obligado a hacerlo y a decirlo, aunque muchos amigos me aconsejaran el silencio. Hubo algunas peleas, ofensas mutuas, distanciamientos”.
Otra epístola polémica fue la titulada “Un papa nefasto”, publicada originalmente en el semanario Voces en la que se refería a la figura de Juan Pablo II en los siguientes términos: “Fue el papa de los ricos y de los poderosos, el gran demagogo del falso katholikós romano, el que descabezó de forma sistemática a la iglesia de los pobres, el que calló secretos financieros mucho más escandalosos que la tercera revelación de Fátima, el que pobló los altares con santas y santos de pacotilla, el que se embarcó en una cruzada anticomunista en la que hizo tratos con la CIA, el MI6 británico y los servicios secretos búlgaros, el que cubrió con un manto de dólares las tropelías de los sacerdotes pedófilos en Estados Unidos durante los años 90”.
La primera respuesta llegó desde la página editorial del diario El País, donde el exministro de Cultura Antonio Mercader señaló que ese texto era un conjunto de “afrentas a la memoria del pontífice y también a sus fieles, incluidos miles de uruguayos”.
Una de las más recientes “epístolas” de Butazzoni tuvo como destinatario a Daniel Ortega, presidente de Nicaragua, y el motivo principal de la misma era la persecución que por entonces sufría el poeta Ernesto Cardenal. En un tono coloquial y no exento de ironía, Butazzoni le recordó a Ortega los momentos de juventud y victoria que ambos compartieron, y apuntó al corazón del gobierno: “Ahora, casi cuarenta años después, vos y tu mujer siguen ensañados con Cardenal, y con trapisondas legales lo quieren humillar sacándole los pocos reales que pueda tener, confiscándole la casa donde vive y dejándolo en la calle. Por cierto que él es un opositor a tu gobierno, pero la revolución sandinista se hizo también para eso: para que los opositores no tuvieran que andar escondidos, para que no los persiguieran ni los torturaran allí, justo allí, en El Chipote donde vos habías estado preso. Vos dijiste que la revolución se hizo para la libertad. ¿Qué pasó, Daniel? ¿Te olvidaste de todo aquello?”
De acuerdo a su amigo el escritor costarricense José León Sánchez, hasta 2021 eran cinco las cartas de Butazzoni que se habían difundido en distintos medios americanos y europeos a lo largo de los años. Además de las ya reseñadas se citan: una carta a su amigo el escritor Tomás Eloy Martínez, titulada “Consumir y reventar” (publicada en el semanario Brecha de Montevideo); y la carta sobre la guerra en Medio Oriente dada a conocer en 2014 bajo el título “Junto al volcán”. A ellas debe agregarse la que reclamaba el apoyo de la izquierda latinoamericana para obtener la libertad de Dora María Téllez y los demás presos políticos en Nicaragua, publicada en La Diaria en octubre de 2022.

## Obras
- 1979, Los días de nuestra sangre (cuentos), Casa de las Américas, La Habana (s/d ISBN).
- 1981, La noche abierta (novela), Editorial Universitaria Centroamericana, San José de Costa Rica (ISBN 84-8360-255-5).l
- 1984, Con el ejército de Sandino (crónicas), Cono Sur Press, Estocolmo.(s/d ISBN).
- 1986, El tigre y la nieve, Ediciones de la Banda oriental, Montevideo (ISBN 9974-95-080-5).
- 1986, Nicaragua: noticias de la guerra (crónicas), Ediciones de la Banda Oriental, Montevideo (Depósito Legal: 217.705).
- 1988, La danza de los perdidos (novela), Ediciones Trilce, Montevideo (Depósito Legal: 238.126).
- 1993, El príncipe de la muerte (novela),Graffiti, Montevideo (ISBN 9974-551-14-5).
- 1996, La noche en que Gardel lloró en mi alcoba (novela), Planeta, Montevideo (ISBN 9974-560-02-0).
- 1997, Los ensayos del orobon (ensayo), Ariel, Buenos Aires (ISBN 9974-643-00-7).
- 1997, Príncipe de la muerte (ed. definitiva), Seix Barral, Buenos Aires (ISBN 950-731-173-4).
- 1998, Mendoza miente (nouvelle), Alfaguara, Montevideo (ISBN 9974-590-99-0).
- 2001, Libro de brujas (novela), Alfaguara,Montevideo (ISBN 9974-671-18-3).
- 2002, Seregni-Rosencof (reportaje), Aguilar, Montevideo (ISBN 9974-671-52-3).
- 2004, Alabanza de los reinos imaginarios (ensayo), Seix Barral, Buenos Aires (ISBN 950-731-437-7).
- 2007, El profeta imperfecto (novela), Planeta, Montevideo (ISBN 978-9974-643-29-1).
- 2010, Un lugar lejano (novela), Planeta, Montevideo (ISBN 978-9974-643-82-6).
- 2014, Las cenizas del Cóndor (novela), Planeta, Montevideo (ISBN 978-9974-700-65-9).
- 2016, La vida y los papeles (crónica y ficción), Planeta, Montevideo (ISBN 978-9974-737-23-5).
- 2017, Una historia americana (novela), Alfaguara, Montevideo (ISBN 978-9974-881-16-7).
- 2020, Los que nunca olvidarán (novela), Alfaguara, Montevideo (ISBN 978-9974-903-88-3)
- 2023, Nosotros los vencidos (sin género), Alfaguara, Montevideo ( ISBN 978-9915-673-75-2)
- 2024, Tierra mínima (sin género), Alfaguara, Montevideo  (ISBN 978-9915-681-57-3)

## Premios
- 1979, Premio Casa de las Américas de narrativa (Cuba)
- 1980, Premio Rubén Darío de Poesía (Mención. Nicaragua)
- 1981, Premio EDUCA de Narrativa Hispanoamericana (Costa Rica)
- 1986, Premio de novela Revista Crisis (mención, Argentina)
- 2004, Premio de guion Festival Internacional de Nuevo Cine Latinoamericano de La Habana.
- 2007, Premio Planeta Casa de América (finalista)
- 2008, Premio Bartolomé Hidalgo, Cámara Uruguaya del Libro.
- 2009, Premio de Novela Rómulo Gallegos (Finalista. Venezuela)
- 2011, Premio Morosoli de las letras (Uruguay)
- 2013, Premio Manuel Barba, Mejor Guion Festival de Cine Iberoamericano de Huelva (España)
- 2014, Premio Nueva Visión, Festival Internacional de Cine de Santa Bárbara (USA)
- 2014, Premio a Mejor Guion, Festival de Cine Venezolano de Mérida (Venezuela)
- 2014, Premio Bartolomé Hidalgo, (Uruguay).
- 2016, Premio de Narrativa José María Arguedas (Cuba)
- 2017, Premio Libro de Oro, Cámara Uruguaya del Libro, (Uruguay)
- 2017, Premio Florencio, Asociación de Críticos Teatrales (Uruguay)
- 2021, Premio Alas, Sociedad Cultural InterArte (Uruguay)

## Filmografía (como guionista)
- 2002, Seregni-Rosencof (película)|Seregni-Rosencof (mediometraje, Uruguay)
- 2009, Un lugar lejano (largo de ficción, Avalon-Alpeh-Joel Films)
- 2009, Zona Cero (corto de ficción)
- 2010, Des-autorizados (largo de ficción, Unity Films)
- 2013, Esclavo de Dios (largo de ficción, Joel Films)
- 2014, Solo (largo de ficción, Unity Films)[53]
- Tamara (largo de ficción, Joel Films)[54]
- Las cenizas del Cóndor (serie de TV, HBO, en preproducción).

## Teatro
- 2017, La heladera sueca (comedia dramática en un acto, Espacio Teatro, Montevideo).